# Przygody skrzatów
Przygody skrzatów – serial animowany produkcji polskiej wyprodukowany w latach 1975–1983. Zawiera 7 odcinków.
Serial opowiada o trzech zabawnych skrzatach – Łakomczuchu, Wesołku i Ponurym, które zamieszkują strych starego domu i przeżywają niesamowite przygody.

## Twórcy
- Scenariusz: Edward Sturlis, Sławomir Grabowski
- Muzyka: Jerzy Matuszkiewicz
- Dźwięk: Mieczysław Janik
- Kierownictwo produkcji: Henryka Sitek, Marian Sitek, Krystyna Zasada
- Produkcja: Studio Małych Form Filmowych Se-ma-for

## Spis odcinków
1. Przygody skrzatów
2. Skrzaty w kuchni
3. Świąteczne przygody skrzatów
4. Zabawy skrzatów
5. Skrzaty w łazience
6. Skrzaty i zabawki
7. Malowanki skrzatów